# 跨国界美国研究
《跨国界美国研究》是一份经过同行评审的开放获取型学术期刊，聚焦美国研究领域的原创研究。由加利福尼亚大学圣巴巴拉分校英文系出版。现任主编为妮娜·摩根。 该期刊被美国国会图书馆纳入电子出版物永久馆藏。 